# Norma Cappagli
Norma Gladys Cappagli (ur. 17 czerwca 1939 w Buenos Aires, zm. 22 grudnia 2020 tamże) – argentyńska modelka, Miss World 1960. Tytuł zdobyła w wieku 21 lat.